# Hádí Saeí
Hádí Saeí (persky هادی ساعی‎ , * 10. června 1976, Rej, provincie Teherán) je bývalý íránský reprezentant v taekwondu. Je jedním ze čtyř taekwondistů, kteří dokázali získat na olympiádě tři medaile.
Saeí je azerské národnosti a jeho rodina pochází z Bostanábádu v provincii Východní Ázerbájdžán. S taekwondem začal v šesti letech, věnoval se také fotbalu a tenisu. Žije v Teheránu, kde vystudoval fakultu tělesné výchovy. Taekwondistkou byla také jeho mladší sestra Mahrúz Saeí, bronzová medailistka z asijských her.
V roce 1995 byl finalistou světového vojenského šampionátu a v roce 1997 vyhrál Západoasijské hry. V roce 1999 se stal mistrem světa v kategorii do 72 kg. Získal bronzovou medaili v lehké váze do 68 kg na olympiádě v Sydney. V roce 2003 tuto medaili nechal vydražit a výtěžek věnoval na pomoc Bamu postiženého zemětřesením.
V roce 2002 vyhrál asijské hry, o rok později byl finalistou světového šampionátu, v roce 2004 vyhrál athénskou olympiádu a v následujícím roce byl mistrem světa. V roce 2006 vyhrál asijské mistrovství taekwondistů a byl semifinalistou asijských her. 
Na olympiádě v Pekingu startoval ve střední váze do 80 kg. V zápase prvního kola utrpěl frakturu pravé ruky, soutěž však úspěšně dokončil a po finálovém vítězství nad Italem Maurem Sarmientem získal svou druhou zlatou medaili z olympiády. V listopadu 2008 oznámil ukončení sportovní činnosti. 
V letech 2006 až 2017 byl členem teheránské městské rady jako nezávislý kandidát reformní koalice. Hrál také menší role v několika íránských filmech a seriálech. Od roku 2022 je předsedou íránského svazu taekwonda.